# مالکا ژلیازنا
مالکا ژلیازنا (به بلغاری: Malka Zhelyazna) یک منطقهٔ مسکونی در بلغارستان است که در شهرستان تتون، بلغارستان واقع شده‌است.